# Уавона (дерево)
Дерево Уавона (англ. Wawona Tree) — секвойядендрон гигантский, стоявший в роще Марипоса, национальный парк Йосемити, штат Калифорния, США. Возраст этого дерева был оценен примерно в 2100 лет; не выдержав тяжести снега на своей кроне, секвойя рухнула в 1969 году. Высота дерева составляла 71,3 метра, диаметр ствола у основания — 7,9 метров.
Проезд в секвойе был вырублен в 1881 году, для чего расширили давний ожог дерева молнией. Решение о его создании было принято руководством парка для привлечения туристов. Работу выполнили некие братья Скрибнеры, которым заплатили за это 75 долларов (почти 1800 долларов с учётом инфляции, в ценах 2013 года). Тоннель быстро стал туристической достопримечательностью, а с развитием автомобильного транспорта особо популярны стали снимки, на которых люди проезжают сквозь дерево на своих машинах. Тоннель был 2,1 метра в ширину, 2,7 метра в высоту и 7,9 метров в длину.
В начале 1969 года Дерево Уавона рухнуло под тяжестью снега на своей кроне. Немедленно разгорелись споры, что делать с упавшим гигантом. В итоге по экологическим соображениям решено было оставить эту секвойю на своём месте: столь массивный ствол вполне способен создать собственную мини-экосистему для насекомых, мелких животных и множества растений. При этом Уавона не перестала быть магнитом для туристов: у лежащего дерева теперь установлена табличка «Павшее дерево-тоннель» (англ. Fallen Tunnel Tree). Некоторые туристы путают эту достопримечательность с лежащей секвойей, в которой прорублен тоннель для автомобилей, но находится она в 160 километрах отсюда, в национальном парке Секвойя.

## Хронология
- 1887 год
- 1918 год
- 1928 год
- 1946 год
- 1962 год
- 2012 год